# Idmiston
Idmiston, è un villaggio e una parrocchia civile della contea del Wiltshire che si trova a circa 4,8 km a sud-est di Amesbury e 10 km a nord-est di Salisbury nel Sud Ovest dell'Inghilterra, Regno Unito.

## Geografia

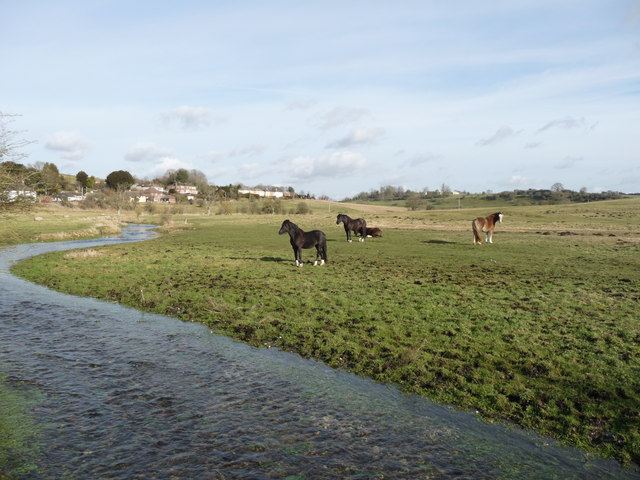
Zone di pascolo accanto al fiume Bourne nel territorio della Parrocchia civile

### Territorio
Il territorio della parrocchia civile di Idmiston occupa una superficie di 22.22 km² con un livello medio sul mare di 69 metri ed è bagnato dal fiume Bourne. L'area è caratterizzata da affioramenti di gesso con terreni arabili e prati nella valle del fiume e pascoli magri sulle colline che si ergono da entrambi i lati della valle. Ci sono rare macchie di argilla e anche un numero considerevole di grandi noduli di selce che sono stati utilizzati come materiale da costruzione almeno dall'epoca sassone.

## Storia
Il nome Gomeldon deriva dalla collina di Gumela e dall'insediamento sassone sorgeva sulle pendici inferiori di una collina, mentre il nome Porton potrebbe derivare da un possibile antico nome del fiume Bourne. Idmiston invece deriva dalla fattoria o casa colonica di Idmaer. In quest'area si trovavano consistenti tracce di insediamenti preistorici, con due grandi miniere di selce neolitiche a Easton Down e Martin's Clump, probabilmente occupate per circa 500 anni. I tumuli circolari dell'età del bronzo caratterizzano il paesaggio, mentre a Thorney Down si trovava una fattoria della tarda età del bronzo con otto edifici annessi. Sono presenti diversi recinti dell'età del bronzo. Durante l'età del ferro esistevano diverse piccole fattorie, che probabilmente continuarono fino al periodo romano-britannico. A Roche Court Down si trova un cimitero sassone dell'inizio del VI secolo con 17 tombe. Altre 18 tombe riguardano le vittime di un'esecuzione di massa. È molto probabile che l'occupazione sassone stanziale della valle sia avvenuta poco dopo, nei tre siti che formano la parrocchia civile. All'inizio del X secolo l'abbazia di Glastonbury ospitava 20 tumuli e sepolture sassoni sono state rinvenute a Gomeldon. All'epoca del Domesday Book, nel 1086, le tre comunità erano chiaramente distinte. Idmiston era la più grande, con circa 70-75 abitanti, seguita da Gomeldon, con 50-55 abitanti, e al centro, geograficamente, Porton, la minore con circa 30 abitanti. Idmiston era la più estesa, seguita da Gomeldon e Porton. Tutte le comunità avevano prati e pascoli, ma solo Idmiston aveva quattro acri di terreni boschivi. Sia Gomeldon che Porton avevano mulini ad acqua. La popolazione totale era compresa tra 150 e 160 abitanti.
Una parte del villaggio medievale abbandonato di Gomeldon, a est del fiume, è stata riportata alla luce. Originariamente sorgeva sulle pendici inferiori della collina di Gomeldon e all'inizio del XII secolo la tipica casa lunga ospitava le persone a un'estremità e gli animali all'altra. Tra la fine del XIII e l'inizio del XIV secolo gli animali furono ospitati in un edificio separato e la casa, lunga 9 metri, era riservata agli uomini. Le case erano in selce non cementata e si trovavano su una strada del villaggio, che rimane come una strada cava. A quell'epoca le case si erano spostate più in alto sul grande pendio della collina e si trovavano su piattaforme preparate. Il più antico edificio esistente nella parrocchia è l'antica canonica a Idmiston, con struttura in legno, che risale all'inizio del XV secolo. È probabile che l'insediamento di Gomeldon fosse in declino a quel tempo e nel 1518 il mulino è descritto come non più in funzione e c'erano solo sei famiglie. All'inizio del XVII secolo si svolsero alcuni lavori di ricostruzione, a partire da Idmiston Manor per Giles Rowbach, in selce intonacata con rivestimenti in pietra calcarea. Intorno al 1620, la canonica, in mattoni con piccoli pannelli di selce, fu costruita da John Bowle, membro di un'altra importante famiglia locale. Durante la guerra civile, i Bowle erano realisti, mentre un'altra importante famiglia locale, i Rede, erano dei Roundhead, cioè sostenitori del parlamento. Prima della Restaurazione, il generale Monck risiedeva a Idmiston Manor e fu determinante nella creazione della monarchia costituzionale restaurata. Diverse case più piccole furono costruite all'inizio del XVII secolo, principalmente con struttura in legno. Quattro di queste sono sopravvissute: Thatch End a Idmiston e Box Hedge Cottage, Lane End Cottage e Ti Trees Cottage a Porton. La West Gomeldon Farmhouse fu costruita in mattoni e selce. All'inizio del XVIII secolo la selce tornò ad essere utilizzata come principale materiale da costruzione. All'inizio del secolo, Wisteria Cottage a Porton e Bridge Cottage a Idmiston, entrambe considerate case all'epoca, furono costruite in selce e rivestite in terra cruda. Le case successive furono The Grange a Idmiston, in selce con rivestimenti in mattoni, e Rosemoor e Rose Cottage a Porton, in mattoni e selce, e Dairy Farmhouse della metà del XVIII secolo. In quel periodo, le autorità del vicario e i proprietari terrieri locali erano contrari all'apertura di una birreria nella parrocchia, forse perché temevano che i loro braccianti vi avrebbero trascorso diverse ore, e quindi non ce n'era alcuna. Un personaggio famoso a livello locale di quel periodo fu Moll Harris, una brigantessa che stava nascosta in una boscaglia vicino al villaggio di Porton. Fu catturata e impiccata. Il reverendo John Bowle, rettore di Idmiston tra il 1778 e il 1788 circa, produsse il primo ampio studio su El Ingenioso Hidalgo Don Quijote de la Mancha di Miguel de Cervantes. Due edizioni distinte ma testualmente identiche furono pubblicate nel 1781, una a Londra e l'altra a Salisbury. La sua importanza come iniziatore degli studi letterari sullo scrittore spagnolo venne riconosciuta sia in Spagna sia a livello internazionale. John Bowle è sepolto nella chiesa di Idmiston.

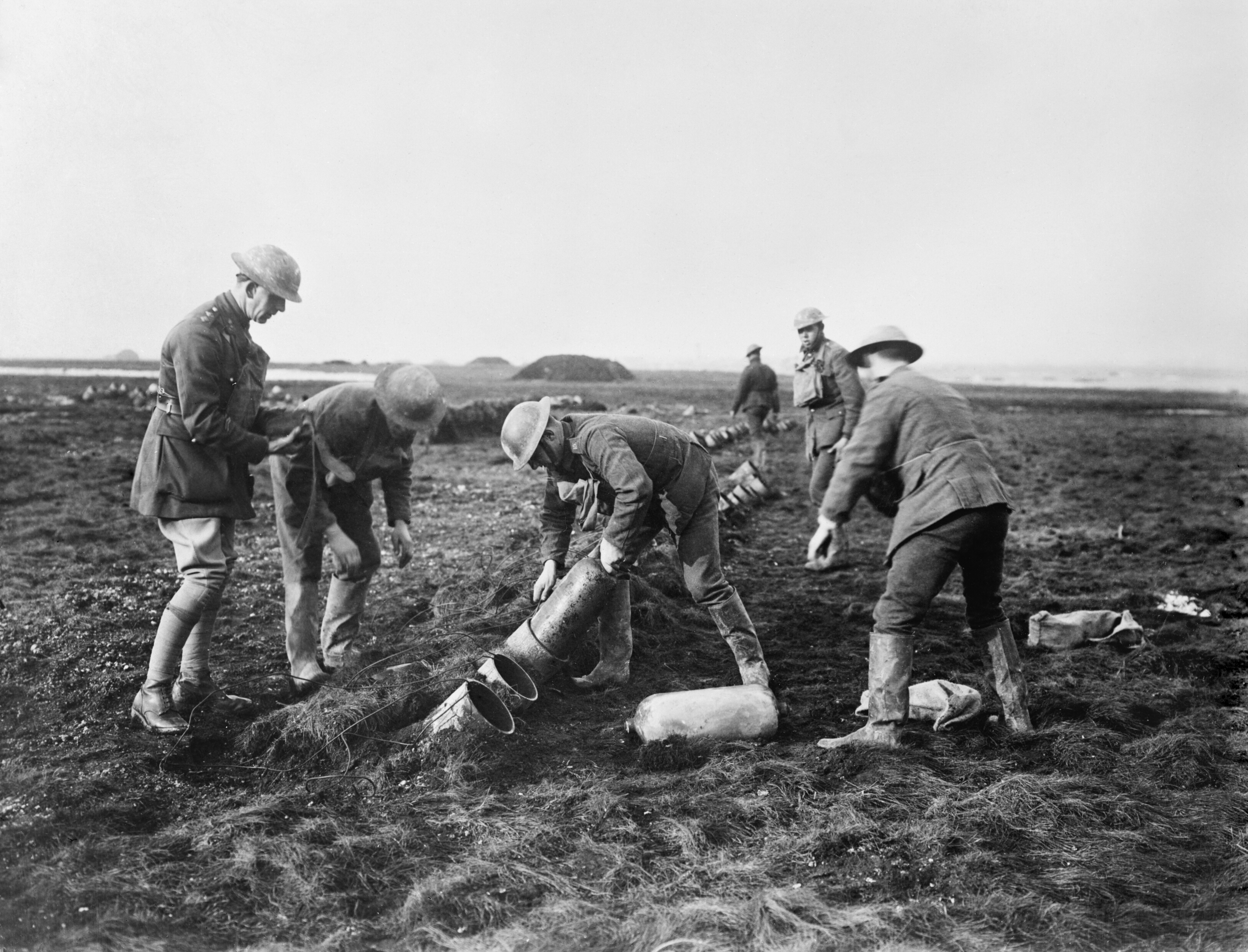
Militari inglesi impegnati in esperimenti per l'utilizzo di gas lacrimogeni durante il primo conflitto mondiale a Porton

Verso la fine del XVIII secolo nella parrocchia un gran numero di poveri aveva bisogno di assistenza. Ci fu un dibattito sulla opportunità di costruire una casa di lavoro per loro ma ciò non avvenne e la parrocchia spinse i suoi cittadini bisognosi a vivere nelle case di lavoro di Amesbury e Salisbury. Alla fine del XVIII secolo fu costruito in terra cruda a Porton il White Cottage e intorno al 1790 fu eretta la Birdlyme Farmhouse, in selce e mattoni. Verso la fine del secolo fu costruito a West Gomeldon un mulino a vento di quattro piani. Dalla metà del XX secolo Porton è più noto per la stazione di ricerca chimica e microbiologica che vi ha sede dal 1916. Nel 1917 fu inaugurato Boscombe Down  come unità di addestramento al volo. Per gran parte dell'inizio del XX secolo la maggior parte del territorio della parrocchia è stata di proprietà del governo per ospitare l'aeroporto e Porton Down. L'inizio del XX secolo vide altri cambiamenti nel territorio anche la vita continuò normalmente fino alla prima guerra mondiale. Grazie al lavoro del reverendo Youngman nel 1907 venne aperta una sala di lettura, riservata agli adulti. Nonostante il suo relativo successo iniziale la sala chiuse nel 1914. Con la guerra e l'utilizzo di gas lacrimogeni durante il conflitto si rese necessario fondare un istituto per studiare i metodi di protezione delle forze armate britanniche da questi gas e dalle armi chimiche. Il Ministero della Guerra acquistò 3.000 acri di terreno e li destinò al Gas Experimental Ground. I laboratori furono allestiti in baracche e fu istituito il Porton Camp. Nel 1916 fu aperta una stazione meteorologica mentre nel 1917 fu presa la decisione di costruire una ferrovia a scartamento ridotto per uso militare. Parte della linea a sud di East Gomeldon Road era su cavalcavia ed era nota come Winterbourne Trestle. C'erano cinque locomotive a vapore e due a benzina. Nel 1918 furono acquisiti altri terreni, portando il totale a 6.196 acri, parte dei quali appartenevano a parrocchie adiacenti, tra cui una oltre il confine della contea nell'Hampshire. All'epoca, la parrocchia di Idmiston contava solo 5.482 acri. L'edificio del quartier generale fu eretto nel 1918 e alla fine della guerra Porton Camp ospitava 50 ufficiali, 1.000 altri militari e 500 lavoratori civili.
Dal punto di vista agricolo l'uso della galleggiabilità dei prati irrigui, cioè l'allagamento controllato dei prati in inverno per favorire una crescita anticipata dell'erba per le pecore nella primavera cessò nel 1927. Il servizio di autobus Silver Star fu istituito all'inizio degli anni trenta e, nel 1937, quando cessò il traffico passeggeri sulla ferrovia leggera, sopportò la maggior parte del trasporto civile verso il campo. Presso il campo, che era noto come Chemical Defence Experimental Establishment, si svolse un intenso lavoro per perfezionare ulteriormente le difese contro la guerra con gas lacrimogeni e sviluppare efficaci contromisure. Dopo la guerra, nel 1949, fu costruito il Microbiological Research Establishment lungo Manor Farm Road. La ferrovia leggera di Porton continuò a essere utilizzata per il trasporto merci fino all'inzio della seconda metà del XX secolo. Il Memorial Hall fu costruito nel 1958 per commemorare i 37 uomini della parrocchia caduti nelle due guerre mondiali. Nonostante l'aumento della popolazione civile la stazione ferroviaria chiuse nel 1968. Nella parrocchia si registrò l'afflusso di nuovi residenti cosicché pochissime famiglie presenti risultarono vivevano nel territorio da più di un paio di generazioni. Nel 1979 il Centro di Microbiologia Applicata e Ricerca aprì in un nuovo stabilimento in mattoni rossi e durante l'ultimo quarto del XX secolo fu istituita una riserva naturale di estrema importanza sui monti di Porton tentando di reintrodurre l'otarda. Nel 1991 l'istituto chimico cambiò nome in Chemical and Biological Defence Establishment.

## Monumenti e luoghi d'interesse

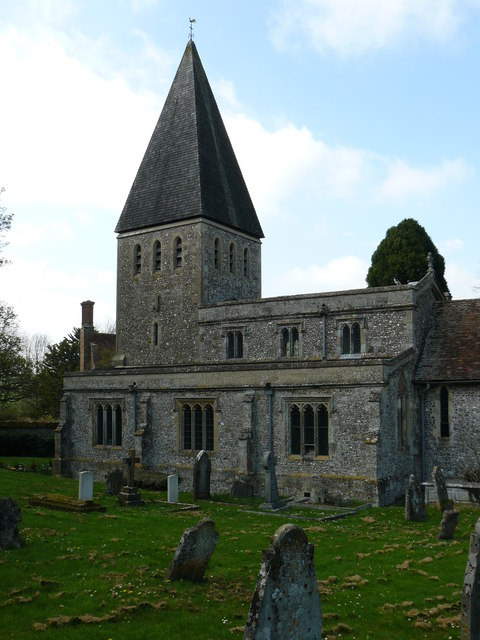
Chiesa di Tutti i Santi a Idmiston

Ci sono vari edifici storici e altri siti d'interesse nel territorio di Idmiston, in particolare le chiese.
- Chiesa di Tutti i Santi (in inglese All Saints church). Si tratta di una ex chiesa parrocchiale anglicana tra le più belle della valle del Bourne che è un notevole esempio dello stile decorato, raro nel Wiltshire. Idmiston vantava una notevole tradizione di scultura in pietra e su questa chiesa in selce e calcare si trovano numerosi gargoyle di pregio. La chiesa sembra avere le sue origini nel XII secolo e la parte più antica è la sezione inferiore della torre, di epoca normanna. Il semplice presbiterio fu costruito all'inizio del XIII secolo e conserva un'acquasantiera importante nella parete sud del santuario. Tra la fine del XIII e l'inizio del XIV secolo la navata fu ricostruita, così come l'arco orientale della torre. Vi sono 37 mensole in pietra con volti ben scolpiti, che mostrano numerose espressioni e si ritiene siano ispirati agli abitanti del villaggio dell'epoca. È raffigurata anche un'interessante selezione di abiti e copricapi. Ci sono volti scolpiti anche sulle travi del tetto, ma questi sono in un cattivo stato di conservazione. Il portico, la stanza del parroco e le due navate laterali risalgono al XIV secolo. Le arcate laterali conservano notevoli esempi di decorazioni. Risale a questo secolo anche il fonte battesimale in marmo di Purbeck, ottagonale e sorretto da un fusto e una base. Intorno al 1600 la guglia in pietra della torre fu abbattuta e sostituita da una in legno. Vi furono pochi cambiamenti nella chiesa fino al restauro del 1866-7. Nel 1866 la guglia e parte della torre crollarono durante i lavori di ristrutturazione e fu costruita una nuova guglia rivestita di scandole. Fu costruita a terra e sollevata fino alla cima della torre tramite cavi collegati a macchine a vapore posizionate sui pendii adiacenti. Le scandole erano originariamente di quercia ma vennero sostituite da quelle di cedro. Il numero di fedeli diminuì nel corso del XX secolo e nel 1976 i fedeli effettivi rimasero solo sette. La chiesa così venne chiusa al culto e fu dichiarata in esubero. Venne rilevata dal Fondo per le Chiese Indigenti nel 1978, che da allora si occupa della sua manutenzione. Nella torre ci sono quattro campane risalenti al 1661, al 1663, al 1731 e al 1882. I registri parrocchiali dal 1577 sono conservati presso il Wiltshire & Swindon History Centre. L'English Heritage ha inserito dal 18 febbraio 1958 la chiesa di Tutti i Santi a Idmiston tra gli edifici storici come monumento classificato di prima categoria col numero 1023956. La chiesa apparteneva alla diocesi di Salisbury.[11][12][13][14]

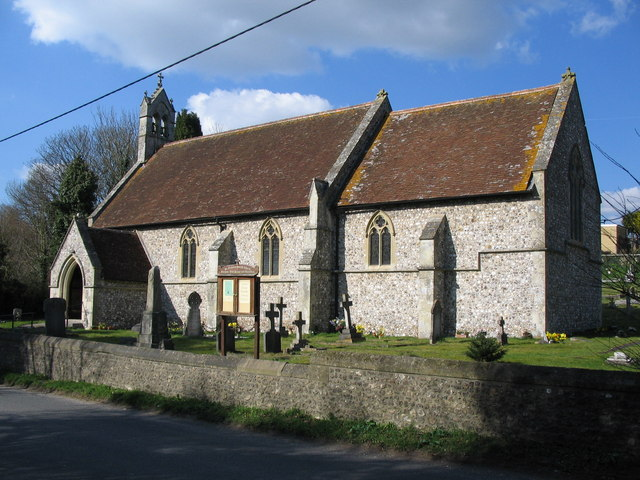
Chiesa di San Nicola a Porton

- Chiesa di San Nicola (in inglese Church of St. Nicholas). Si trova a Porton. In origine si trattava di una cappella privata fondata da Lucia Burgelen a Birdlimes Farm. Nel 1545 divenne una cappella della chiesa di Idmiston e fu gestita da un curato. La cappella continuò a servire la comunità di Porton e fu ampliata nel corso dei secoli. Nel 1848 fu descritta come una piccola struttura antica con una navata, un presbiterio e un portico sul lato sud. Aveva un campanile in legno. Purtroppo la struttura della chiesa si deteriorò e nel 1876-7 fu necessario costruire una nuova chiesa, sempre con la stessa dedicazione a San Nicola, su un nuovo sito. Furono il reverendo William Dowding, Joseph Waters e Henry Targett che fornirono gran parte dei finanziamenti e I.A. Ingram donò il terreno. Questa chiesa in selce, con rivestimenti in mattoni e tetto in tegole, fu progettata da J.L. Pearson e ha una navata, un presbiterio, una sagrestia, un portico meridionale e un campanile a vela. Fu consacrata il 18 luglio 1877. Purtroppo il costruttore non seguì le specifiche dell'architetto e la chiesa necessitò di ulteriori lavori di consolidamento. È presente un fonte battesimale del XV secolo restaurato e i registri risalenti al 1813, oltre a quelli in uso, sono conservati presso l'Archivio del Wiltshire e di Swindon. L'English Heritage ha inserito dal 18 febbraio 1958 la chiesa di San Nicola a Porton tra gli edifici storici come monumento classificato di seconda categoria col numero 1183981. La chiesa parrocchiale appartiene alla diocesi di Salisbury.[5][15][16][17][18]
- Aeroporto di Boscombe Down. La maggior parte dell'aeroporto si trova nella parrocchia di Idmiston sebbene la base stessa si trovi nella parrocchia di Amesbury. Boscombe Down fu inaugurato nel 1917 come unità di addestramento al volo. Dopo aver ospitato diversi squadroni, la stazione fu rilevata dall'Aeroplane and Armament Experimental Establishment, fondato a Martlesham Heath nel 1917 dopo il suo lavoro iniziale presso la Upavon Central Flying School. Da allora, l'A & A E E è rimasta a Boscombe. Per gran parte dell'inizio del XX secolo, la maggior parte del territorio della parrocchia è stata di proprietà del governo per ospitare l'aeroporto e Porton Down.[5]

## Geografia antropica

### Urbanistica
La parrocchia civile di Idmiston comprende i villaggi di Porton e Gomeldon. Tutti e tre i villaggi si trovano sul fiume Bourne e sono collegati dalla strada A338. Una parte distaccata della parrocchia, Shripple, fu trasferita ammninistrativamente alla parrocchia di Winterslow nel 1883.

### Idmiston
Idmiston anticamente corrispondeva alla fattoria di Idmaer ed è storicamente il villaggio più esteso.

### Porton
Porton, che probabilmente è anche l'antico nome del fiume Bourne, ospita l'importante centro di ricerca chimica e microbiologica che vi ha sede dal 1916, Porton Down.

### Gomeldon
Gomeldon è l'insediamento sassone che sorgeva sulle pendici inferiori di una collina ed è il villaggio di minori dimensioni.

## Economia
All'inizio del XIX secolo le principali colture della parrocchia erano grano, orzo e avena, mentre venivano ancora allevate le pecore sulle colline e pascolate sui terreni arabili per ricavarne altro guadagno. Nel 1848, e probabilmente anche prima, a Idmiston fu inaugurato il Plough. Dopo il 1854, quando fu costruita la linea ferroviaria che attraversava la parrocchia, si creò ulteriore occupazione e alcuni uomini del posto divennero ferrovieri. L'afflusso di lavoratori non locali causò problemi sociali. La stazione ferroviaria fu aperta a Porton e un capostazione è registrato nel Kelly's Directory of Wiltshire del 1859, mentre nel 1855 un negoziante di Porton era diventato anche un rivenditore di birra per servire i lavoratori locali. Nel 1867 l'economia della parrocchia era ancora agricola, con solo un fabbro, un muratore, un falegname, un calzolaio e il Plough a Idmiston, e un rivenditore di birra, un fornaio e un droghiere e drappiere a Porton come uniche altre attività elencate all'epoca. Il fatto che i negozi si trovassero a Porton potrebbe essere in parte dovuto alla linea di rifornimento della ferrovia.